# Magnolia allenii
Magnolia allenii är en magnoliaväxtart som beskrevs av Paul Carpenter Standley. Magnolia allenii ingår i släktet Magnolia och familjen magnoliaväxter. Inga underarter finns listade i Catalogue of Life.